# Želnava
Želnava település Csehországban, a Prachaticei járásban. Želnava Nová Pec, Stožec és Boletice településekkel határos. Lakosainak száma 129 fő (2024. január 1.).

## Népesség
A település lakosságának változását az alábbi diagram mutatja:
| Lakosok száma | 738  | 829  | 901  | 184  | 153  | 109  | 104  | 111  | 125  | 129  |
|               | 1869 | 1900 | 1921 | 1961 | 1980 | 2011 | 2016 | 2019 | 2021 | 2024 |